# Edgar Hahn
Edgar Hahn (* 8. April 1935) ist ein ehemaliger deutscher Fußballspieler, der für den FC Bayern München aktiv war.

## Karriere
Hahn gehörte als Abwehrspieler von 1954 bis 1956 dem Kader des FC Bayern München an, für den er in seiner Premierensaison in der Oberliga Süd, der seinerzeit höchsten deutschen Spielklasse, ein Punktspiel bestritt. Dieses endete am 3. April 1955 (27. Spieltag) im Stadion an der Grünwalder Straße gegen die Stuttgarter Kickers 1:1 unentschieden. Aufgrund des schlechten Abschneidens stieg er mit dem FC Bayern München erstmals – und einmalig bis heute – in die 2. Oberliga Süd ab. In dieser trug er mit sechs Punktspielen zur Rückkehr in die Oberliga Süd bei; verließ den Verein allerdings nach dem Aufstieg.
1957 schloss sich Hahn dem Südwest-Oberligisten 1. FSV Mainz 05 an, bei dem er als Nachfolger von Walter Sonnenberger Mittelläufer werden sollte. Schon im ersten Training am Bruchweg verletzte sich Hahn schwer am Fußgelenk und trat vom Vertrag zurück.